# Fascio vascolonervoso del collo

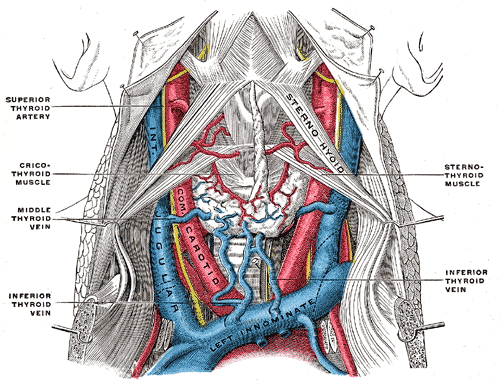
Fascio vascolo-nervoso del collo. Veduta frontale

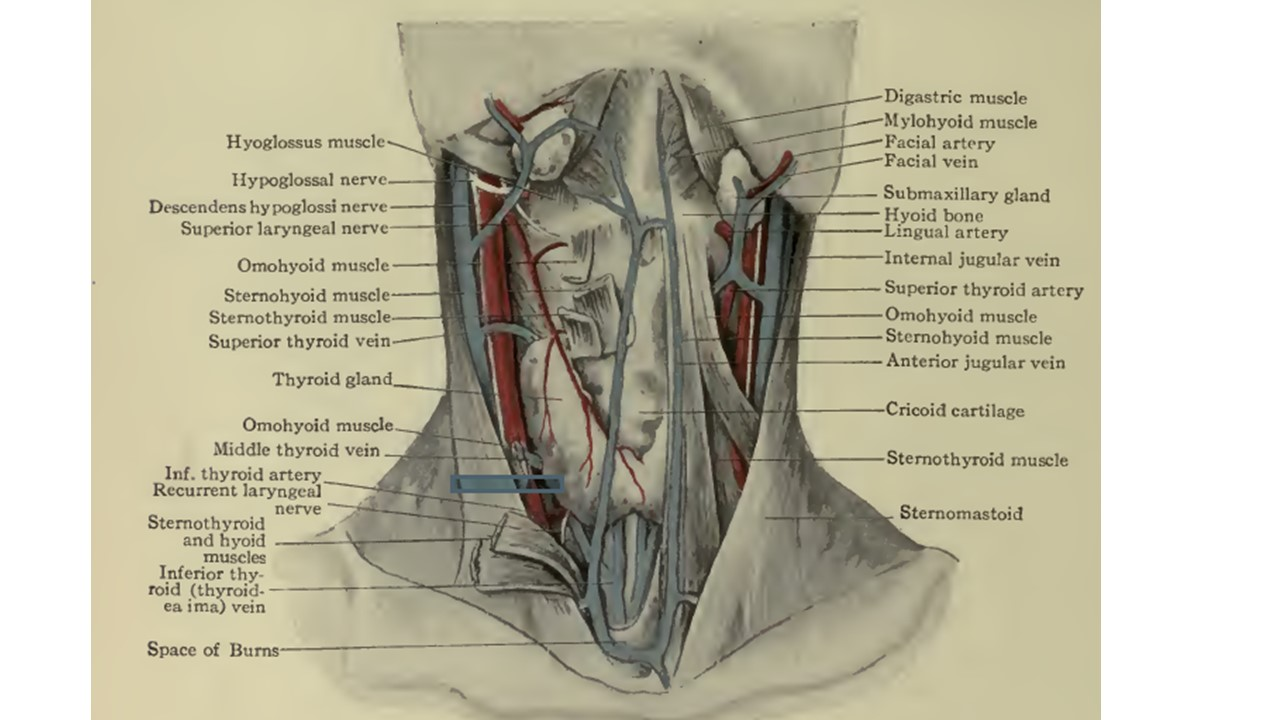
Fascio vascolo-nervoso del collo. Veduta frontale. Tratto da Applied Anatomy di Gwilym G. Davis (1857-1918), 4 ed., 1916.

Il fascio vascolo-nervoso (detto anche fascio nerveo-vascolare) del collo è una formazione anatomica situata nella parte laterale del collo ed è costituita dalla carotide comune, dal nervo vago e dalla vena giugulare interna. Una volta avvenuta la biforcazione della carotide comune, nella estremità superiore del fascio è contenuta solo la carotide interna. La biforcazione della carotide si verifica in corrispondenza del margine superiore della cartilagine tiroidea.
Nel fascio, il nervo vago si trova posteriormente, l'arteria davanti al nervo e medialmente, la vena davanti al nervo e lateralmente. Il fascio vascolo-nervoso del collo è rivestito da una sottile guaina connettivale (o aponeurotica) comune, che lo rende distinto e isolabile dalle strutture circostanti. La guaina connettivale è formata da una derivazione della fascia cervicale media.

## Anatomia

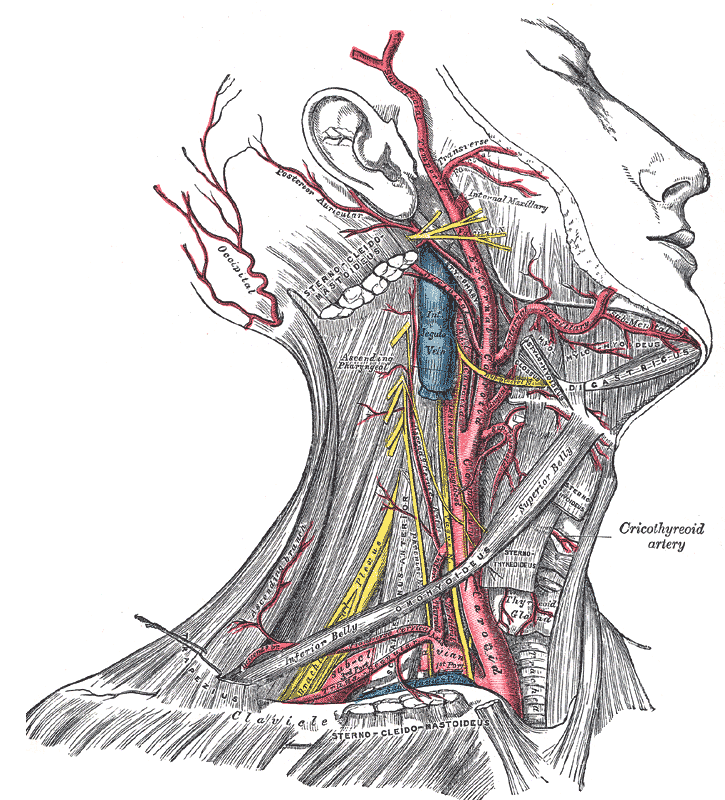
Fascio vascolo-nervoso del collo. Veduta laterale dopo asportazione del muscolo sternocleidomastoideo e resezione parziale della vena giugulare interna.

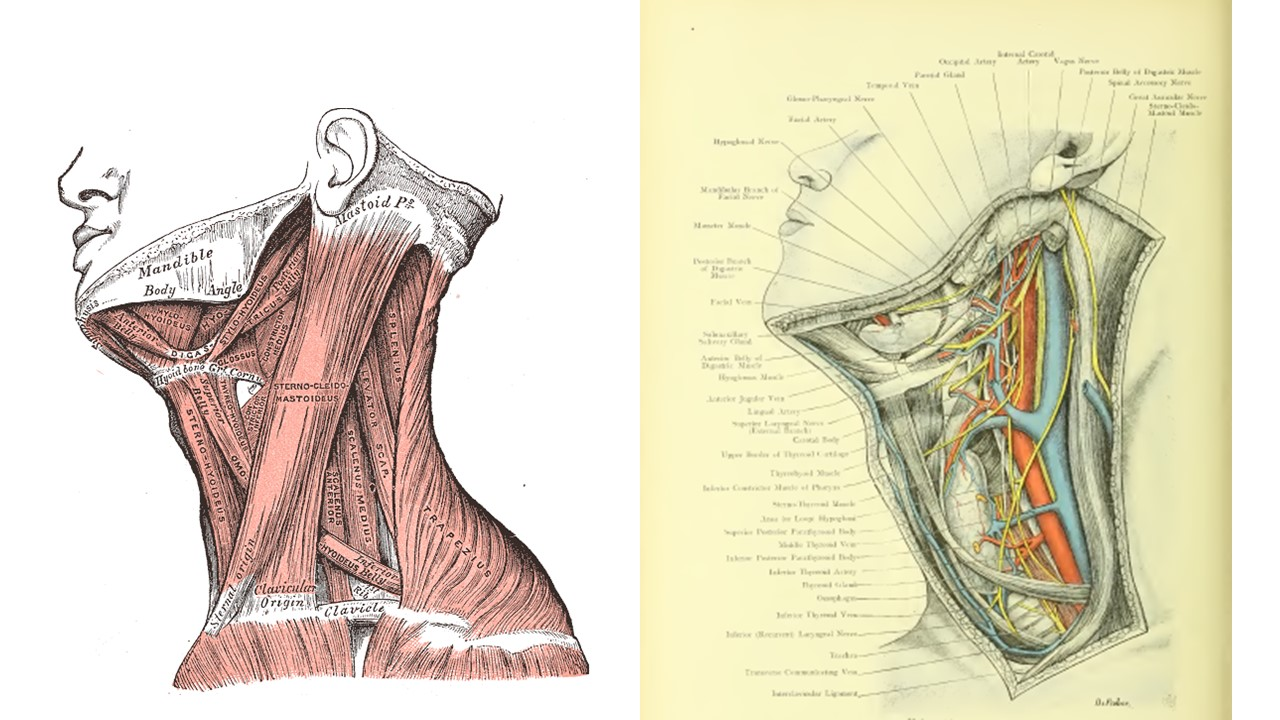
Muscoli del collo e fascio vascolo-nervoso del collo. Veduta laterale sinistra.

Il fascio decorre nel collo al di sotto del muscolo sternocleidomastoideo, e mantiene una direzione pressoché verticale e rettilinea dalla base del cranio alla clavicola. Al fascio vascolo-nervoso sono addossati numerosi linfonodi della catena linfonodale sottosternocleidomastoidea.
Poiché il muscolo sternocleidomastoideo è disposto obliquamente rispetto al fascio vascolo-nervoso, ne risulta che il muscolo ricopre solo la parte inferiore del fascio contenente l'arteria carotide comune, l'estremità superiore del fascio, comprendente la carotide interna, rimane invece scoperta dal suddetto muscolo. La palpazione cutanea eseguita a questo livello, in corrispondenza del solco carotideo (che segna il limite anteriore del muscolo sternocleidomastoideo), consente di rilevare le pulsazioni della carotide interna (polso carotideo), quando la testa è in posizione frontale. Al contrario, se la testa è ruotata lateralmente, le pulsazioni dell'arteria non sono più percettibili.
Anche l'estremità inferiore del fascio spesso rimane scoperta dal muscolo sternocleidomastoideo, in quanto rimane visibile tra le inserzioni sternali e clavicolari del muscolo, che divergono leggermente per raggiungere le loro inserzioni ossee. In questa sede (visibile anche sul piano cutaneo), detta triangolo o fossetta di Sedillot, si può praticare l'allacciatura della carotide comune.

### Rapporti laterali
Del muscolo sternocleidomastoideo si è già detto. Al di sotto di esso, il muscolo omoioideo incrocia la faccia laterale del fascio vascolo-nervoso. Tale muscolo è disposto obliquamente, ma ha direzione opposta a quella dello sternocleidomastoideo. Superiormente all'incrocio con l'omoioideo, il fascio vascolo-nervoso del collo è incrociato anche dall'ansa del nervo ipoglosso, ansa che è formata dal ramo discendente del nervo ipoglosso (che decorre anteriormente al fascio vascolo-nervoso) e dal ramo discendente del plesso nervoso cervicale profondo (che decorre posteriormente al fascio).